# Камутанга
Камутанга (порт. Camutanga) — муниципалитет в Бразилии, входит в штат Пернамбуку. Составная часть мезорегиона Мата-Пернамбукана. Входит в экономико-статистический микрорегион Мата-Сетентриунал-Пернамбукана. Население составляет 7921 человек на 2007 год. Занимает площадь 38 км². Плотность населения — 207,0 чел./км².

## История
Город основан 20 декабря 1963 года. 

## Статистика
- Индекс развития человеческого потенциала на 2000 год составляет 0,632 (данные: Программа развития ООН).

## География
Климат местности: полупустыня.